# Fattinanti

Stemma nobiliare dei Fattinanti

I Fattinanti furono una famiglia nobiliare genovese.

## Storia

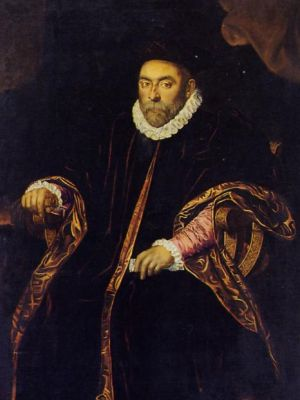
Prospero Centurione Fattinanti, settantesimo doge di Genova.

I Fattinanti, originari di Voltaggio, furono i membri fondatori dell'omonimo albergo, formatosi nel XIV secolo in Genova, uno dei 72 alberghi presenti nella città nel 1414. Con la riforma del 1528, voluta da Andrea Doria per lo stato genovese, i Fattinanti furono ascritti ai Centurione.
Le famiglie che componevano l'albergo Fattinanti erano i Caveronchi, i Ponte, i Varese, gli Ottavegi, i Campana, i Scaniglia, i Maroso, i Castagna, i Bogliasco ed i Voltaggio.
Principali rappresentanti della famiglia furono Prospero, eletto doge della Repubblica di Genova nel 1575, e suo padre Agostino Centurione Fattinanti, senatore della repubblica nel 1535.

## Albergo Fattinanti
Prima della riforma del 1528 i Fattinanti costituivano uno degli alberghi genovesi. 
Di seguito le famiglie che erano ascritte all'albergo Fattinanti:
- Bogliasco
- Campana
- Castagna: originari dei dintorni di Voltaggio, furono ascritti ai Centurione, ai De Marini ed agli Interiano.[2]
- Caveronchi
- Maroso
- Ottavegi
- Ponte: originari della Valpolcevera, giunsero in Genova nel 1170. Risultano ascritti nella persona di Desiderio ai Fattinanti nel 1380. Nel 1528 furono ascritti ai Gentile, ai Cybo ed ai Giustiniani.[3]
- Scaniglia: originari di Rapallo, dopo lo scioglimento dell'albergo Fattinanti entrarono, nel 1528, in quello dei Grillo.[4]
- Varese: originari dell'omonima località, furono in Genova dal XIV secolo. Nel 1528 furono ascritti ai Calvi.[5]
- Voltaggio (famiglia): originari di Voltaggio, furono in Genova a partire dal XIII secolo. Nel 1528 furono ascritti ai Grillo.[6]

## Arma
L'arma della famiglia Fattinanti era d'oro a due fasce d'azzurro.